# نیروگاه لوارک
نیروگاه لوارک که اولین نیروگاه متوسط زیرزمینی کشور است، به همراه نیروگاه کلان بخشی از تأسیسات انتقال آب سد لار به تصفیه‌خانه پنجم تهران به حساب می‌آید.
این نیروگاه جریانی-زیرزمینی که در نزدیکی سد لار و در استان تهران واقع است و قادر است سالانه ۱۵۱ میلیون کیلووات ساعت انرژی تولید نماید. ظرفیت این نیروگاه ۴۷ مگاوات است و در کنار تولید برق، در انتقال آب به شهر تهران نیز نقش مهمی ایفا می‌کند.

## تاریخچه
سوابق تحقیقات و ساخت و ساز و احداث این سد به شرح زیر می‌باشد:
- مطالعات اولیه پروژه نیروگاه لوارک به ظرفیت ۴۷ مگاوات در قالب تأسیسات طرح ساختمانی سد لار و تونل‌های انحراف آن توسط مهندسین مشاور الکساندر گیپ و ارگانیگ انجام شد و در سال ۱۳۵۴ به تصویب رسید؛
- سال ۱۳۵۶ تونل دسترسی به محل نیروگاه لوارک به طول ۱۰۰۰ متر احداث گردید؛
- در فواصل بین سال‌های ۱۳۵۷ تا ۱۳۵۸ تونل دسترسی به مغار نیروگاه جهت انجام آزمایش‌های ژئوتکنیک احداث گردید و در ادامه توقف مطالعات توسط مشاور خارجی سال ۱۳۵۹ ضرورت انتقال آب سد لار به تهران توسط لوله و تونل به طول ۳ کیلومتر تا دریاچه سد لتیان و نهایتاً به تهران؛
- سال ۱۳۶۰ ادامه کار مشاورین خارجی توسط مهندسین مشاور لار؛
- سال ۱۳۶۳ انجام آزمایش‌های تکمیلی ژئو تکنیک (حفاری گمانه‌های اکتشافی - نمونه‌گیری - انجام آزمایش‌های برجا) توسط شرکت کوموگایی گومو ژاپن؛
- سال ۱۳۷۶ ادامه مطالعات پروژه با مشارکت فنی مهندسین مشاور لار و شرکت SMEC استرالیایی؛
- سال ۱۳۷۹ واگذاری پروژه نیروگاه لوارک به شرکت توسعه منابع آب و نیروی ایران و تکمیل مطالعات با سرعت بیشتر؛
- سال ۱۳۸۰ مطالعات بازنگری اسناد، مدارک و نقشه‌ها توسط شرکت مهندسین مشاور لار و تنظیم اسناد مناقصه در قالب سه قرارداد اصلی؛
- سال ۱۳۸۱ شروع عملیات اجرایی ساختمان توسط مؤسسه حرا شامل حفاری تونل دسترسی به تاج مغار، شفت‌های پنستاک و تهویه؛
- سال ۱۳۸۲ شروع عملیات اجرایی تجهیزات نیروگاه توسط شرکت فرآب؛[۳]
- در بهمن ماه سال ۱۳۸۸ نیروگاه با حضور وزیر وقت نیرو افتتاح و اولین واحد این نیروگاه به شبکه سراسری متصل گردید؛ و
- در حال حاضر هر دو واحد نیروگاه با توجه به رژیم آب عبوری آماده بهره‌برداری می‌باشند.

## موقعیت مکانی
این نیروگاه در ۳۵ درجه و ۴۸ دقیقه و ۳۷/۱۶ ثانیه عرض جغرافیایی و ۵۱ درجه و ۴۴ دقیقه و ۵۱/۴۴ ثانیه طول جغرافیایی در شمال شرقی تهران و در ارتفاعات سلسله جبال البرز و در مجاورت روستای نیکنام ده از منطقه لواسانات واقع شده‌است.

## اهداف طرح
- احداث نیرو گاه زیرزمینی لوارک به ظرفیت ۴۷ مگاوات؛
- استحصال انرژی به مقدار سالیانه ۱۵۱ میلیون کیلو وات ساعت؛ و
- تکمیل بخشی از تأسیسات انتقال آب سد لار به تصفیه خانه پنجم تهران به منظور تأمین آب تهران.[۱]

## جزئیات نیروگاه سد
| حوضچه تنظیم آب                 | حوضچه تنظیم آب                |
| ------------------------------ | ----------------------------- |
| نوع سازه                       | بتنی                          |
| ابعاد حوضچه تنظیم آب           | ۴۵×۴۵ متر                     |
| حجم حوضچه تنظیم آب             | ۸۰۰۰ متر مکعب                 |
| پنستاک                         |                               |
| جنس پنستاک                     | فولاد ST52                    |
| قطر پنستاک                     | ۲/۱ متر                       |
| طول پنستاک نیروگاه             | ۹۷۰ متر                       |
| ضخامت ورق پنستاک               | ۱۰ تا ۲۵ میلی‌متر              |
| ارتفاع شفت پنستاک              | ۲۱۸ متر                       |
| قطر حفاری شفت پنستاک           | ۳/۱ متر                       |
| طول پنستاک از حوضچه تا محل شفت | ۷۴۰ متر                       |
| میزان فولاد مصرفی              | ۸۰۰ تن                        |
| پست و کلیدخانه                 |                               |
| تعداد ترانسفورماتورهای اصلی    | ۲ دستگاه                      |
| قدرت ظاهری ترانسفورماتور       | ۲۷ مگاولت آمپر                |
| نسبت تبدیل                     | ۱۱ کیلوولت به ۲۳۰             |
| نوع پست                        | Out-Door                      |
| ولتاژ خروجی ژنراتور            | ۱۱ کیلوولت                    |
| دور ژنراتور                    | ۷۵۰ دور در دقیقه              |
| ظرفیت نصب                      | ۴۷ مگاوات (۲۳/۵×۲ مگاوات)     |
| نوع توربین                     | فرانسیس با محور عمودی         |
| هد                             | ۲۸۰ متر                       |
| دبی هر واحد                    | ۹/۲۵ مترمکعب بر ثانیه         |
| مغار نیروگاه                   |                               |
| شکل مقطع                       | نعل اسبی                      |
| قطر حفاری                      | ۱۵/۱ متر                      |
| قطر تمام شده                   | ۱۳/۸ متر                      |
| طول مغار                       | ۷۸متر                         |
| تعداد سیلوها                   | ۲ عدد                         |
| قطر سیلوها                     | ۱۲/۲ متر                      |
| ارتفاع سیلوها                  | ۱۳ متر                        |
| حجم حفاری                      | ۱۴۵۰۰ مترمکعب                 |
| حجم سیلوها                     | ۳۰۰۰ مترمکعب                  |
| ارتفاع سربار                   | ۲۰۰ متر                       |
| حجم بتن ریزی سازه‌های مغار      | ۴۶۰۰ مترمکعب                  |
| تونل پایاب                     |                               |
| طول تونل                       | ۱۹۸۳ متر                      |
| مقطع تونل                      | نعل اسبی                      |
| قطر تمام شده تونل              | ۳/۳ متر                       |
| شیب تونل                       | ۱:۴۵۰                         |
| نوع جریان هیدرولیکی            | آزاد                          |
| ساختمان کنترل و بهره‌برداری     |                               |
| نوع سازه                       | بتنی                          |
| سطح زیر بنا                    | مجموعاً ۱۸۰۰ متر مربع          |
| شفت تهویه و آسانسور            |                               |
| قطر حفاری                      | ۵/۱ متر                       |
| نوع پوشش                       | بتن مسلح به ضخامت ۴۰ سانتیمتر |
| ارتفاع شفت                     | ۲۱۰ متر                       |
| پانویس                         |                               |

## یادمان کارگران پروژه
- در روز 25 فروردین 1385 مرحوم حمیدرضا هادیان که یکی از متخصصین و کارآمدترین پرسنل بخش جوشکاری بود، که به علت محاسبات اشتباه و غلط مهندسین ناظر شرکت های فرآب و آب و نیرو و نیز محمود حسینی "مدیر اجرایی پروژه" و حسین عبدیان "رییس کارگاه" و بدست علیرضا که مسئول بچینگ بتن بود، به هنگام برداشت نمونه بتن های شوت شده از سطح به عمق 185 متری شفت پنستاک، ایشان به علت گیر کردن نمونه های بتن در پشت جداره لوله ها و بتن ها و پاره شدن سیم نمونه و چرخش سبد که در آن ایستاده بودند سقوط کرد و کشته شد، این ضایعه در طول دوره همکاری با این پروژه به فراموشی سپرده شد.
- از جمله نفرات شاغل و فوت شده دیگر به علت بیماری ناشی از کار، مرحوم یوسف علمداری شندی بود که وی به علت بیماری ناشی از کار، سرطان در گذشت.
- در این پروژه صدها نفر پیر و جوان و نوجوان با ملیت های ایرانی و افغانی فعالیت داشتند که همگی با کمترین دستمزد و با خون دل کارکردند و هرگز به حق خود نرسیدند.